# Rheinlandbesetzung (1936)
Als Rheinlandbesetzung oder Remilitarisierung des Rheinlandes, in der NS-Propaganda „Rheinlandbefreiung“, wird die Stationierung von Truppenteilen der Wehrmacht in dem aufgrund des Friedensvertrags von Versailles entmilitarisierten Rheinland am 7. März 1936 bezeichnet.
Die Ratifizierung des französisch-sowjetischen Beistandsvertrages am 27. Februar 1936 in der französischen Nationalversammlung nutzte Adolf Hitler als Vorwand und ließ die entmilitarisierte Zone im Rheinland besetzen, um die Versailler Vertragsbestimmungen weiter zu revidieren und seine militärische Position für seine zukünftigen Pläne weiter auszubauen. Die Besetzung hatte keine nennenswerten negativen Folgen für Deutschland. Die Siegermächte des Ersten Weltkriegs, allen voran Großbritannien, ließen sich durch die deutschen Friedensbeteuerungen ruhigstellen. Durch die Passivität Frankreichs und Großbritanniens wurde eine der letzten Gelegenheiten verpasst, die Eroberungspläne des Diktators allein durch entschiedenes Auftreten rechtzeitig zu durchkreuzen.
Hitler soll mehrfach – sogar noch während des Krieges – geäußert haben, die 48 Stunden nach dem Einmarsch seien die aufregendste Zeitspanne seines Lebens gewesen. „Wären die Franzosen damals ins Rheinland eingerückt, hätten wir uns mit Schimpf und Schande wieder zurückziehen müssen“, da die militärische Stärke nicht einmal „zu einem mäßigen Widerstand ausgereicht“ hätte.

## Vorgeschichte des Rheinlandes

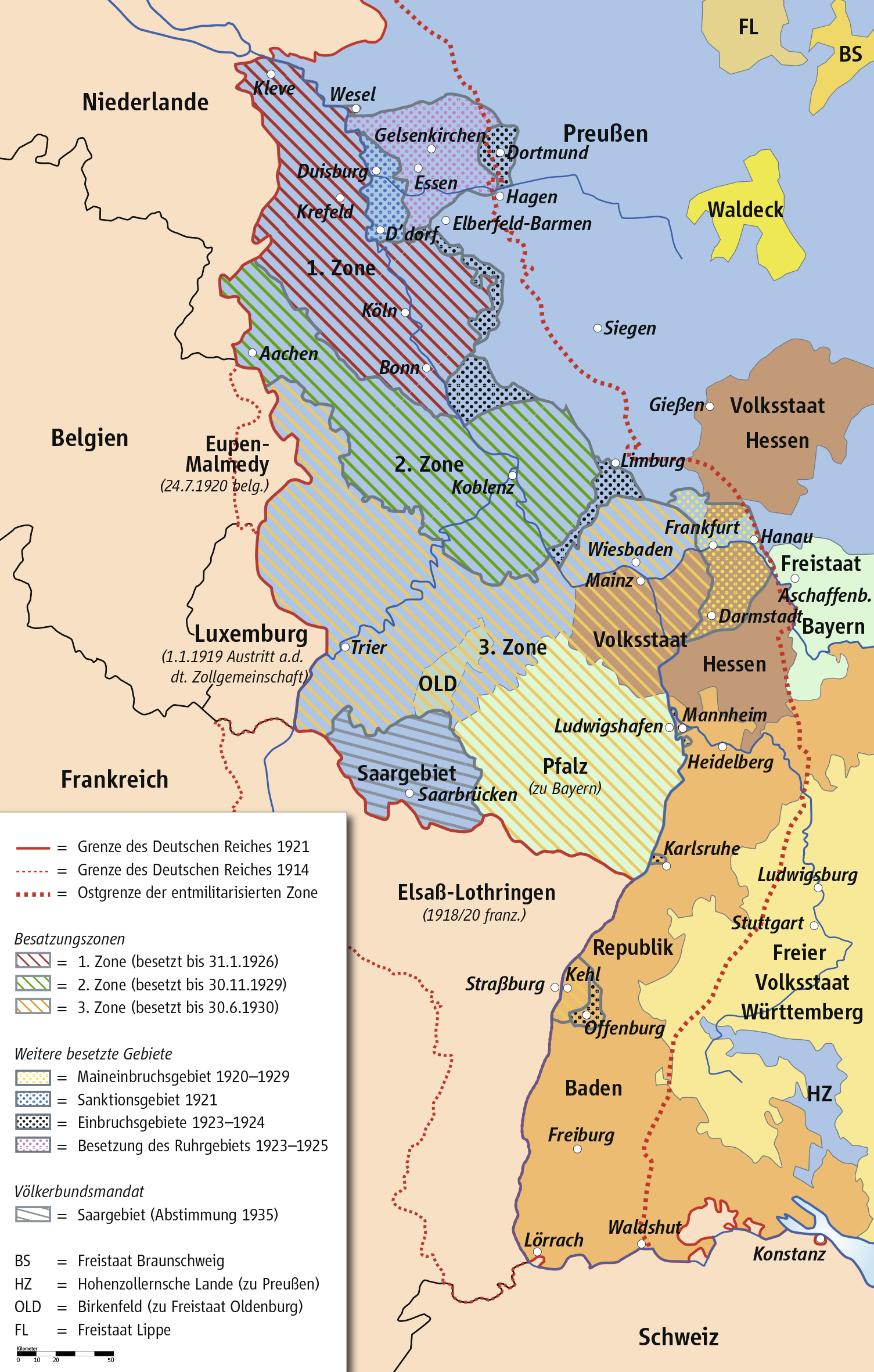
Alliierte Rheinlandbesetzung nach dem Ersten Weltkrieg

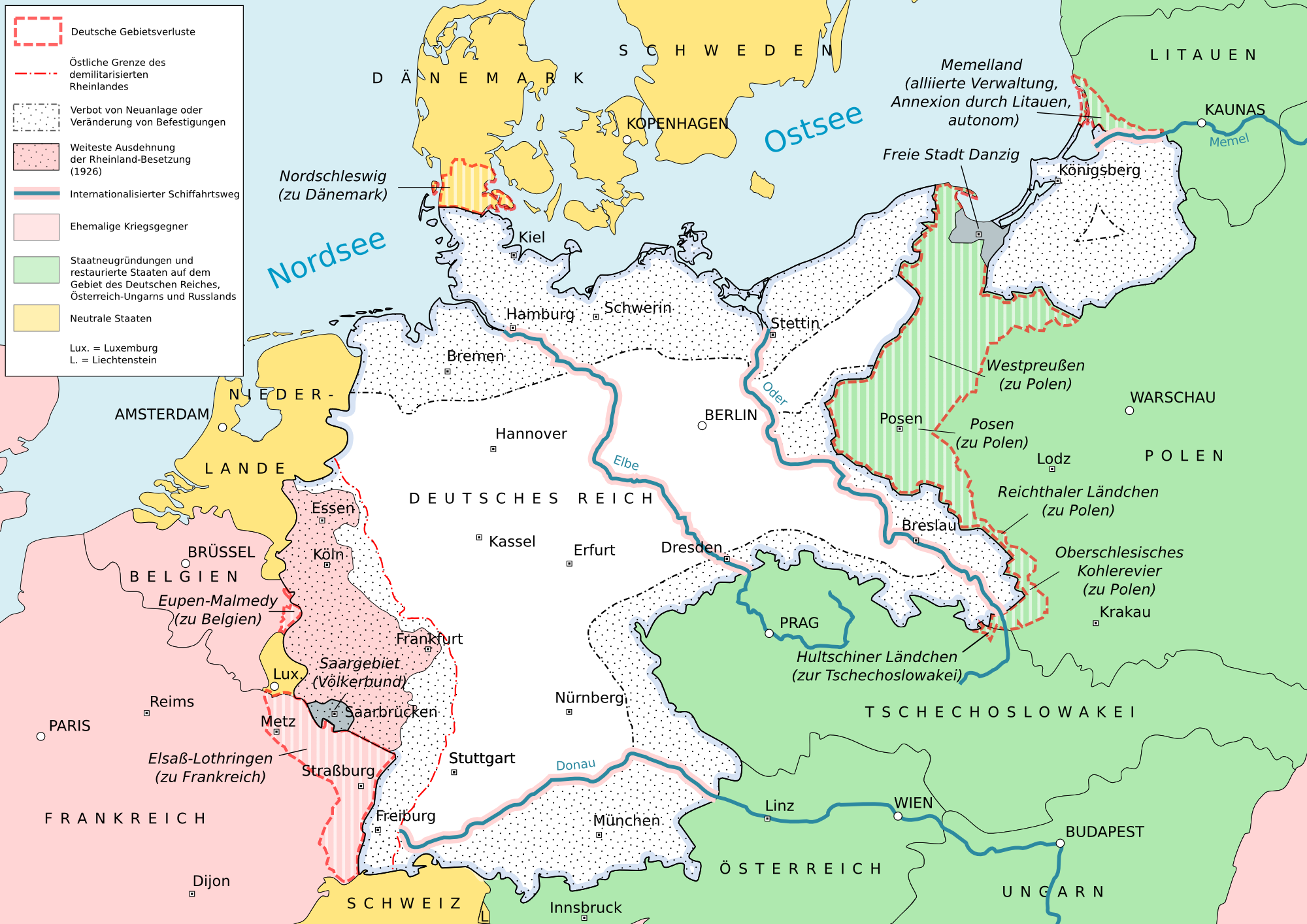
Kartierung der Ostgrenze des entmilitarisierten Rheinlands gemäß den Verträgen von Versailles und Locarno

Nach dem Ersten Weltkrieg wurde das Rheinland von den Alliierten besetzt und von deutschen Truppen geräumt. Im Friedensvertrag von Versailles wurde es Deutschland „untersagt, Befestigungen, sowohl auf dem linken Ufer des Rheins wie auch auf dem rechten Ufer westlich einer 50 Kilometer östlich dieses Flusses gezogenen Linie beizubehalten oder zu errichten.“ Im Artikel 43 wurde Deutschland jegliche militärische Mobilmachung in dem Gebiet verboten. Sollte Deutschland die genannten Bestimmungen verletzen, würde dies als „feindliche Handlung gegenüber den Signatarmächten (…) und als Störung des Weltfriedens betrachtet.“ Im Vertrag von Locarno vom 1. Dezember 1925, den Deutschland im Gegensatz zum Versailler Vertrag freiwillig unterzeichnet und ratifiziert hatte, wurden diese Bestimmungen bekräftigt. Dort (Teil A, Art. 2) wird eine Verletzung der Art. 42 und 43 des Versailler Vertrages als ein legitimer Grund eines Eingreifens von Seiten Frankreichs und Belgiens gegen Deutschland bezeichnet. Eine solche Vertragsverletzung „verpflichtete“ zudem alle übrigen Vertragspartner des Locarno-Vertrages, „sofort ihren Beistand zu gewähren“ (Teil A, Art. 4 Abs. 3). Darüber hinaus sollte in einem solchen Fall die Angelegenheit vor den Völkerbund gebracht werden (Teil A, Art. 4 Abs. 1).
Die Bestimmungen über das Rheinland dienten hauptsächlich dem Sicherheitsbedürfnis Frankreichs. Die im Rheinland zusätzlich, auch gemäß dem Versailler Vertrag, eigentlich auf 15 Jahre stationierten Truppen Frankreichs und anderer Staaten wurden mit der Annahme des Young-Planes durch Deutschland vorzeitig bis zum 30. Juni 1930 abgezogen. Dies setzte jedoch in keiner Weise die Bestimmungen über die Entmilitarisierung von deutscher Seite her außer Kraft. Das Rheinland war aus wirtschaftlichen Gründen und für die Rüstungspolitik von großer Bedeutung, da in der entmilitarisierten Zone Teile des Ruhrgebietes, des industriellen Zentrums Deutschlands und der „traditionellen Waffenschmiede des Reiches“, lagen. In einer Aufzeichnung des Generalstabs des Heeres von 1935 zur militärpolitischen Lage wurde festgestellt, dass Frankreich ständig 13 Divisionen zum sofortigen Einmarsch in Deutschland bereit halte und diese durch die Entmilitarisierung des Rheinlands und des östlichen Rheinufers jederzeit das linke Rheinufer besetzen könnten.

## Zeitpunkt für die Besetzung
Bereits lange vor 1933 entwickelten die außenpolitischen und militärischen Führungsschichten des Deutschen Reiches immer wieder Pläne, die Entmilitarisierung des Rheinlands bei der nächsten sich bietenden diplomatischen Gelegenheit rückgängig zu machen. Obwohl die Reichswehr schon seit März 1933 konkrete Pläne für eine Besetzung hatte, ging die militärische und politische Führung des Reiches in der folgenden Zeit davon aus, dass diese vor 1937 nicht möglich sein würde. Dementsprechend hatte Hitler die Besetzung für das Jahr 1937 geplant. Dass er bereits im Frühjahr 1936 die deutschen Truppen in das Rheinland einmarschieren ließ, hing vor allem von der für Hitler günstigen internationalen Situation ab.

### Konflikt in Abessinien
Eine gewisse Rolle spielte hierbei der Italienisch-Äthiopische Krieg, da er die Aufmerksamkeit der Westmächte von der Mitte Europas ablenkte. Durch die Auseinandersetzungen der Westmächte über mögliche Sanktionen gegenüber Italien kam es zu einer Verschlechterung des französisch-britischen Verhältnisses und zu einer Annäherung zwischen Italien und Deutschland. Der Konflikt trug maßgeblich zur Auflösung der Stresa-Front (Großbritannien, Frankreich und Italien) bei.

### Ratifizierung des Französisch-Sowjetischen Beistandsvertrages
Als Anlass für den Einmarsch der deutschen Truppen in die entmilitarisierte Zone und somit die Verletzung der Bestimmungen des Vertrages von Versailles und der Locarnoverträge diente Hitler die Ratifizierung des französisch-sowjetischen Beistandspaktes am 27. Februar 1936 in der französischen Nationalversammlung. Bereits am 29. November 1932 hatten Frankreich und die Sowjetunion einen Nichtangriffspakt geschlossen, der beide Teile zu einer Neutralität im Fall eines Angriffs durch eine dritte Macht verpflichtete. Nach Ablauf des Vertrags wurde am 2. Mai 1935 ein neuer Beistandspakt zwischen beiden Ländern in Moskau unterzeichnet. Deutschland reagierte, man sehe für den Fall, dass der Beistandspakt im französischen Parlament und Senat abgesegnet würde, keine Möglichkeiten einer Annäherung an Frankreich. Die Beschlussfassung in der Nationalversammlung nutzte Hitler unmittelbar als Vorwand für die Wiederbesetzung des Rheinlandes, ohne die noch bevorstehende Behandlung des Vertrages im französischen Senat (der damals nahezu gleichberechtigten zweiten Kammer) abzuwarten.
Vor der Besetzung versicherte sich Hitler bei Benito Mussolini über ein Nichteingreifen Italiens im Falle einer deutschen Reaktion auf die Ratifizierung des Vertrages. Gegenüber dem deutschen Botschafter in Rom, Ulrich von Hassell, bemerkte Mussolini am 22. Februar 1936, dass auch er den Vertrag für „schädlich und gefährlich“ halte. Hassell fühlte einer eventuellen Reaktion Italiens auf die Ratifizierung des Französisch-Sowjetischen Vertrages im französischen Parlament und Senat vor. Mussolini versicherte, Italien würde weder auf diese selbst, obwohl er diesem Vertrag nach wie vor ablehnend gegenüber stünde, noch auf eine Reaktion Deutschlands auf dieselbige reagieren, d. h. Italien würde sich an einem Vorgehen Frankreichs und Großbritanniens gegen Deutschland nicht beteiligen.

## Begründung für die Weltöffentlichkeit
Als offizieller Grund für die Besetzung wurde die Ratifizierung des Französisch-Sowjetischen Beistandspakts genannt, der von der deutschen Regierung als Verletzung der Locarno-Verträge angesehen werde, da sich die Mächte in Locarno zu einer friedlichen Politik gegeneinander verpflichtet hätten und sich der Pakt eindeutig gegen Deutschland richte. Folglich sehe sich Deutschland auch nicht mehr an die aus dem Locarno-Vertrag resultierenden Verpflichtungen gebunden.
Das Memorandum der deutschen Reichsregierung, das den Botschaftern am 7. März 1936 übergeben wurde, enthält die Begründung, „dass die Verpflichtungen, die Frankreich in dem neuen Pakt eingegangen (sei), mit seinen Verpflichtungen aus dem Rheinpakt (Locarno-Verträge) nicht vereinbar (wären).“ Dort schlug Hitler auch die „Aufrichtung eines Systems der europäischen Friedenssicherung“ vor, das unter anderem die Bildung einer entmilitarisierten Zone auf beiden Seiten der Grenze, das Abschließen eines Nichtangriffspakts zwischen Deutschland, Frankreich und Belgien für die Dauer von 25 Jahren, eines Luftpaktes, der der Sicherheit Europas dienen sollte, Nichtangriffspakte mit den Staaten an der östlichen Grenze Deutschlands nach dem Vorbild des Nichtangriffspakts mit Polen, und den Wiedereintritt Deutschlands in den Völkerbund vorsah.

## Einmarsch deutscher Truppen am 7. März 1936

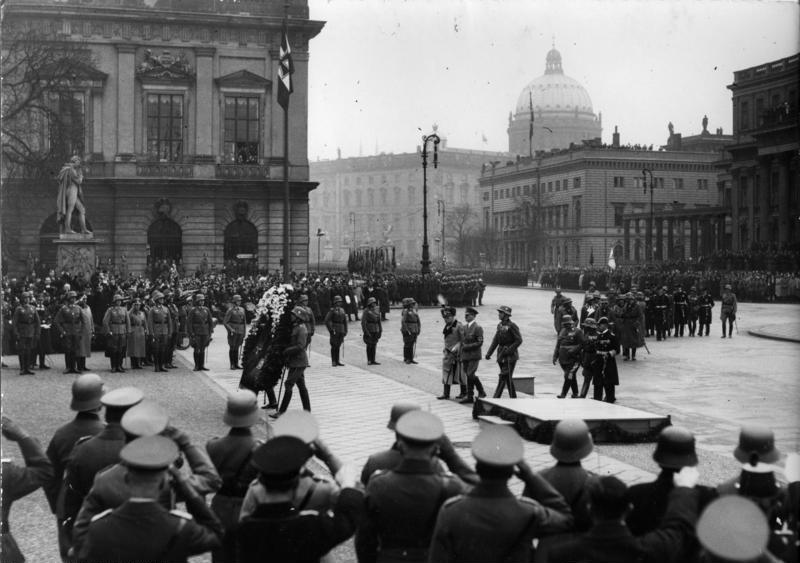
Hitler beim Heldengedenktag in Berlin am 8. März 1936

Die Aktion, mit dem Namen „Winterübung“, wurde auf den Befehl Hitlers gestartet, woraufhin der Reichskriegsminister Werner von Blomberg am 2. März den vorläufigen Befehl zum Einmarsch in die entmilitarisierte Zone im Rheinland erteilte. Aber erst am 4. März wurde der definitive Befehl durch Hitler erteilt und einen Tag später der endgültige Termin, der 7. März, festgelegt. Dies war einen Tag vor dem „Heldengedenktag“, also dem Sonntag Reminiscere (fünfter Sonntag vor Ostern) am 8. März, den Hitler als historischen Hintergrund wählte. Das Reichskabinett wurde durch Hitler erst am 6. März über die Aktion informiert.
Am Morgen des 7. März rückten drei Bataillone der Wehrmacht in das Rheinland ein und errichteten Garnisonen in Aachen, Trier und Saarbrücken. Reichspropagandaminister Joseph Goebbels, der sich extra für die Besetzung ins Rheinland begeben hatte, beschreibt in seinen Tagebucheinträgen „die große Begeisterung“, mit der die Besetzung von der Bevölkerung aufgenommen wurde. Zur gleichen Zeit wurde den Botschaftern in Paris, London, Rom und Brüssel die Erklärung der Reichsregierung zum Einmarsch der deutschen Truppen übergeben, in der der Schritt begründet wurde. Am selben Tag versammelte Hitler um 12 Uhr den Reichstag und hielt eine seiner typischen Friedensreden, in der er die Besetzung mit der französischen Ratifizierung des Beistandsvertrags begründete und Deutschlands Friedenswillen darstellte. Anschließend löste er den Reichstag auf, um „dem deutschen Volk Gelegenheit zu geben, der mit dem heutigen Tage abgeschlossenen Politik der Wiederherstellung der nationalen Ehre und Souveränität des Reiches […] seine feierliche Zustimmung erteilen zu können.“

## Reaktion Frankreichs

### Verhalten
Am Tag der Besetzung erfolgte die erste Reaktion Frankreichs im Rundfunk. Die französische Regierung zeigte sich erstaunt darüber, dass die Locarno-Verträge durch Deutschland gebrochen würden. Am nächsten Tag folgte eine amtliche deutsche Stellungnahme hierzu durch das Deutsche Nachrichtenbüro, die offizielle, zentrale Presseagentur des Deutschen Reichs. Am 8. März verlangte der französische Ministerrat eine scharfe Gegenreaktion und wies die Generalstäbe an, Teile des französischen Heeres für eine militärische Aktion zu mobilisieren. Die gewünschte Machtdemonstration scheiterte allerdings an der Zurückhaltung der militärischen Führung, die keinen Krieg mit Deutschland riskieren wollte. Außenminister Pierre-Étienne Flandin zeigte keine nennenswerte Initiative. Da Bestimmungen der Locarno-Verträge durch Deutschlands Vorgehen verletzt wurden, trat nach Auffassung Frankreichs der Bündnisfall ein. Frankreich hätte bei einem Waffengang gegen Deutschland durch das Vereinigte Königreich unterstützt werden müssen. Da London dies jedoch ablehnte, wandte sich Frankreich lediglich an den Völkerbund und verstärkte seine Truppen entlang der Maginot-Linie.

### Gründe
Für den 26. April und 3. Mai 1936 waren Parlamentswahlen in Frankreich anberaumt. Die Regierung unter Premierminister Albert Sarraut stand im Wahlkampf und war sich unsicher, ob die französische Bevölkerung einen Waffengang gegen Deutschland befürworten würde. In nahezu allen gesellschaftlich bedeutenden Gruppen, einschließlich des Militärs, waren damals pazifistische Strömungen vorherrschend. Die linken Parteien forderten sogar eine eigene einseitige Abrüstung ohne entsprechende Gegenleistungen der anderen Seite (Deutschlands). Der Sozialist Léon Blum, kommender Ministerpräsident der Volksfront-Regierung (4. Juni 1936 bis 29. Juni 1937), vertrat die Ansicht, der Staat werde allein durch sein moralisches Ansehen unantastbar und unverletzlich, und er würde dadurch andere Staaten zwingen, seinem Beispiel zu folgen. Die Militärstrategie Frankreichs war zudem seit dem Bau der schwer befestigten Maginot-Linie statisch und defensiv ausgerichtet und nicht auf Offensivoperationen ausgelegt. In der gerade erst im Aufbau befindlichen Wehrmacht sah man in absehbarer Zeit auch keine ernstzunehmende militärische Bedrohung – was sie zu diesem Zeitpunkt auch noch nicht war.

## Reaktion des Vereinigten Königreichs

### Verhalten
Die britische Regierung unter Premierminister Stanley Baldwin berief am 8. März in London eine Sitzung der Signatarmächte von Locarno ein und am 14. März eine Sitzung des Völkerbundrats. Einen Tag nach der Besetzung äußerte sich Anthony Eden (ab Ende 1935 britischer Außenminister) in einem Memorandum zu den Ereignissen vom Vortag. Darin schrieb er unter anderem, es gehe nicht um die Tatsachen an sich, die durch Hitler geschaffen wurden, sondern um „die Art und Weise ihres Vorgehens […], die wir bedauern“.

### Gründe
Angesichts der Rüstungsanstrengungen Deutschlands beschloss die britische Regierung im Januar 1936 ihrerseits schnell aufzurüsten und gleichzeitig eine Verständigung mit Deutschland über Verhandlungen zu erreichen. Bereits Mitte Februar berichtete Außenminister Eden im Kabinett, dass mit einer Remilitarisierung des Rheinlands ohnehin zu rechnen sei, und dass es daher für das Vereinigte Königreich und Frankreich besser sei, mit Deutschland darüber zu verhandeln. So bestehe wenigstens noch die Chance, eine Gegenleistung von Deutschland zu erreichen.
Gleichzeitig wurden die weitergehenden Absichten Hitlers im Vereinigten Königreich überwiegend ignoriert und vor dem Hintergrund eines weit verbreiteten Pazifismus beschönigt. Es gab damals etwa 50 Anti-Kriegs-Organisationen in Großbritannien. So fand nicht eine einzige öffentliche Demonstration gegen die Remilitarisierung des Rheinlands statt, jedoch mehrere sogenannte Friedens-Demonstrationen („peace“ rallies), die die eigene Regierung von Gegenmaßnahmen abhalten sollten. Die Dominions Südafrika und Kanada hatten deutlich gemacht, nicht wegen der Rheinlandmilitarisierung einen Krieg auf der britischen Seite riskieren zu wollen. Nicht nur Kabinettsmitglieder, sondern auch der König drängten auf eine friedliche Lösung.

## Folgen für das Kräfteverhältnis in Europa
Die Rheinlandbesetzung führte zum endgültigen Zerbrechen der Stresa-Front (s. o.) und zur Aushöhlung der Bestimmungen der Verträge von Locarno. Italien wandte sich von dem System der kollektiven Sicherheit in Europa ab und näherte sich Deutschland an. Großbritannien war nicht bereit, sich mit Problemen in der Mitte Europas zu beschäftigen, von denen es nicht direkt betroffen war, und hier Frankreich zu unterstützen. Frankreich seinerseits wollte nicht allein gegen Deutschland vorgehen. Der Völkerbund scheiterte in den Beratungen über den Vertragsbruch Deutschlands und kam ebenfalls zu keiner einheitlichen Stellungnahme oder einem Beschluss über Sanktionen gegen Deutschland. Der Völkerbund intervenierte also in keiner Weise.
Für das NS-Regime war die Wiederbesetzung ein großer Erfolg. Es wurde eine weitere Revision der Versailler Vertragsbestimmungen erreicht, und es ergab sich nun die Möglichkeit, im Westen die Grenze militärisch zu befestigen und das wirtschaftlich und rüstungspolitisch so immens wichtige Ruhrgebiet militärisch abzusichern. Auch innenpolitisch war die Besetzung des Rheinlandes ein voller Erfolg. Das Ansehen Hitlers in der Bevölkerung war wieder gestärkt, die Auseinandersetzungen über die nationalsozialistische Kirchenpolitik (siehe Kirchenkampf) fast vergessen. Mit der deutlichen Verbesserung der deutschen Machtstellung in Europa verschlechterten sich die Möglichkeiten für Frankreich, dem aufstrebenden Staat im Osten selbstständig Einhalt zu gebieten. Auch das Ansehen Frankreichs in Europa hatte durch die unterbliebene Reaktion stark gelitten. Die kleineren Staaten am Rande von Mitteleuropa orientierten sich nun um. So gewannen beispielsweise in Polen prodeutsche Strömungen in der Politik an Einfluss, die außenpolitisch mehr auf Deutschland zugehen wollten.
Obwohl Großbritannien das Verhalten Deutschlands durchaus verurteilte, war die Politik des Empires in dieser Zeit beinahe neutral. Mit der Weigerung, seinen Bündnisverpflichtungen nachzukommen und Frankreich militärischen Beistand zu gewähren, erteilte London der Politik der kollektiven Sicherheit in Europa eine deutliche Absage. Hier waren innenpolitische und überseeische Interessen wichtiger als die Sicherheit auf dem Kontinent, was mit dazu beitrug, dass Deutschland nun ungehindert aufrüsten und sich somit auf einen großen Krieg in Europa vorbereiten konnte.
Die Remilitarisierung der entmilitarisierten Zone am Rhein stellte neben der Wiedereinführung der allgemeinen Wehrpflicht am 16. März 1935 einen weiteren, folgenschweren Verstoß Hitlers gegen die Bestimmungen des Versailler Vertrages dar. Der Wiederbesetzung folgte 1938 der Anschluss Österreichs und die schrittweise Annexion der Tschechoslowakei, deren erster Schritt – der Anschluss des Sudetenlandes – durch das Münchener Abkommen zunächst formell bestätigt wurde.

## Verpasste Gelegenheit, Hitler zu stoppen

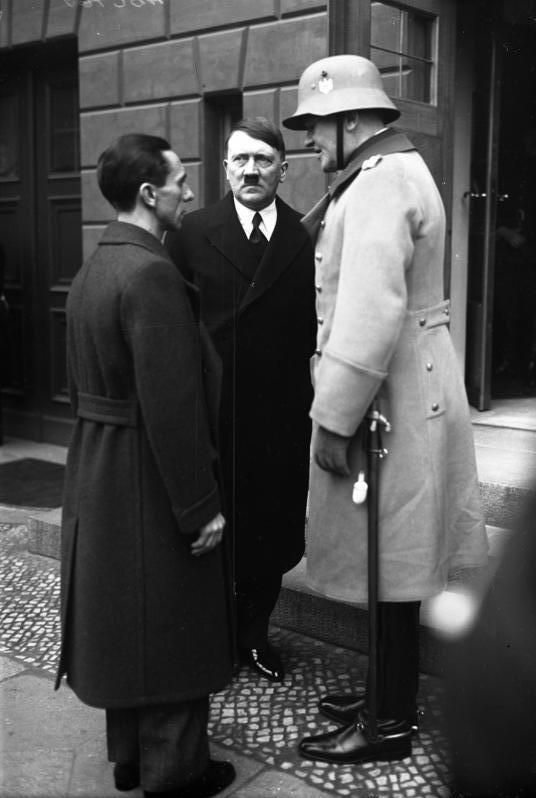
Goebbels und Hitler mit Reichswehrminister v. Blomberg, am Volkstrauertag („Heldengedenktag“), 25. Februar 1934

Bei Klärung der Frage, wie und wann die deutsche Kriegsmaschinerie unter Hitler noch ohne großen Aufwand hätte gestoppt werden können, wurde die Remilitarisierung des Rheinlands von 1936 immer wieder als historisches Schlüsselereignis gesehen. Am 8. August 1947 ordnete die französische Nationalversammlung ein parlamentarisches Untersuchungsverfahren zur Ermittlung der Ereignisse von 1933 bis 1945 an. Im Abschlussbericht wurde festgestellt, dass 1936 wegen der massiven militärischen Überlegenheit Frankreichs eine sofortige Gegenbesetzung zweifellos möglich gewesen wäre. Im Falle deutscher Gegenwehr hätte sie sogar auf weitere wichtige deutsche Zentren  ausgedehnt werden können.
Auf deutscher Seite war man sich dieser Möglichkeit Frankreichs bewusst. Nach 1945 sagten mehrere Generäle aus, im Falle einer französischen Gegenwehr bei der Rheinland-Aktion hätte sich Deutschland nicht behaupten können. Außerdem gab es Befehle, sich im Falle französischer Gegenwehr sofort wieder hinter den Rhein zurückzuziehen. Zusätzlich hatten die einmarschierten Truppen den Befehl, in Bereitschaft zu stehen, innerhalb von einer Stunde zurückzumarschieren. Hitler selbst verhielt sich, nach Aussagen mehrerer Zeugen, unmittelbar nach dem Einmarsch äußerst nervös und erwog mehrfach, die Besetzung rückgängig zu machen. Nach einem Tagebucheintrag von Joseph Goebbels (Reichsminister für Volksaufklärung und Propaganda) ergab sich eine dieser Situationen, als Hitler nach dem Einmarsch die Besuchsanmeldung der Botschafter von Frankreich und Großbritannien mitgeteilt wurde. In der Annahme, nun würden scharfe Gegenmaßnahmen angekündigt, entwickelte Hitler schon vor dem Empfang der Botschafter die Bereitschaft, die einmarschierten Truppen zurückzukommandieren. Vor den Botschaftern brauchte er seine Bereitschaft jedoch nicht mehr anzusprechen, da diese lediglich gekommen waren, um einen Protest gegen den einseitigen Bruch des Locarno-Vertrages einzureichen.
Der tschechische Präsident Miloš Zeman sagte auf einer Holocaust-Konferenz in Prag im Januar 2015: Wenn Frankreich und Großbritannien 1936 gegen die Besetzung des Rheinlandes militärisch eingegriffen hätten, wäre es nie zum Holocaust gekommen.